# Marpissa armifera
Marpissa armifera là một loài nhện trong họ Salticidae.
Loài này thuộc chi Marpissa. Marpissa armifera được Arthur T. Urquhart. miêu tả năm 1892.